# Мож-сюр-Луар
Мож-сюр-Луар (фр. Mauges-sur-Loire) — муніципалітет у Франції, у регіоні Пеї-де-ла-Луар, департамент Мен і Луара. Мож-сюр-Луар утворено 15 грудня 2015 року шляхом злиття муніципалітетів Босс, Бо-ан-Мож, Бурнеф-ан-Мож, Ла-Шапель-Сен-Флоран, Ле-Маріє, Ле-Меній-ан-Валле, Монжан-сюр-Луар, Ла-Поммре, Сен-Флоран-ле-В'єй, Сен-Лоран-де-ла-Плен i Сен-Лоран-дю-Мотте. Адміністративним центром муніципалітету є Ла-Поммре. Населення — 18 331 особа (01.01.2021).